# 飯田町 (浜松市)
飯田町（いいだちょう）は静岡県浜松市中央区の町名。丁番を持たない単独町名である。住居表示未実施。

## 地理
浜松市中央区の東部、飯田地区の中部に位置する。東で鶴見町及び新貝町、西で子安町及び三和町、南で下飯田町、北で龍光町・長鶴町・青屋町・和田町・大蒲町と接する。

### 学区
小学校・中学校の学区は以下の通りである。
- 浜松市立飯田小学校
- 浜松市立東部中学校

## 歴史

### 町名の由来
飯田は斎田（いみだ）から転化したもので、斎田とは神明宮に奉納する米や野菜をつくるところのことである。飯田は蒲御厨となっていた。

### 沿革
- 1889年（明治22年）4月1日 - 町村制の施行により、長上郡上飯田村が周辺の村と合併し、長上郡飯田村となる[WEB 8]。旧村名は飯田村の大字として残る。また、村役場が大字上飯田に置かれる[書籍 2]。
- 1896年（明治29年）4月1日 - 郡制の施行により、飯田村の所属郡が浜名郡に変更となる。
- 1954年（昭和29年）7月1日 – 飯田村が浜松市に編入される。
- 1958年（昭和33年） - 大字上飯田から飯田町へ住所表記を変更する。また、大字青屋の一部を編入する[WEB 9]。
- 2007年（平成19年）4月1日 - 浜松市が政令指定都市となる。飯田町は南区の一部となる。
- 2024年（令和6年）1月1日 - 浜松市の行政区再編により、飯田町は中央区の一部となる。

## 施設
- 浜松市立飯田幼稚園
- 社会福祉法人若葉会 本部
  - 幼保連携型認定こども園 太陽こども園
- 浜松市立飯田小学校
- 浜松市立東部中学校
- 浜松市飯田市民サービスセンター
- 浜松市東部地区体育館
- JAとぴあ浜松飯田支店
- マックスバリュ浜松飯田店
- スギドラッグ浜松飯田店
- apollostationセルフ飯田SS（英和エネルギーが運営）
- セブン-イレブン（浜松飯田町店、浜松飯田北店）

## 交通

### バス
- 遠鉄バス91鶴見線：（浜松駅 方面 - ）東部中学入口 - 飯田 - 飯田十字路 - 八幡（ - 新貝住宅 方面）

### 道路
- 国道1号（浜松バイパス）
- 静岡県道313号笠井飯田線（飯田街道）
- 静岡県道315号五島天竜川停車場線
- 浜松市道鶴見向宿線（飯田街道）

## その他

### 警察
警察の管轄区域は以下の通りである。
| 番・番地等 | 警察署       | 交番・駐在所 |
| ---------- | ------------ | ------------ |
| 全域       | 浜松東警察署 | 鶴見交番     |

### 消防
消防の管轄区域は以下の通りである。
| 番・番地等 | 消防署   | 本署/出張所 |
| ---------- | -------- | ----------- |
| 全域       | 南消防署 | 芳川出張所  |

### 書籍
1. ↑  『わが町文化誌 輝くいなほ はたの音』浜松市東部公民館、1988年3月31日、47頁。
2. ↑  『浜松市史 三』浜松市役所、1980年3月26日、176頁。

### WEB
1. ↑  “h02_22.csv”.   総務省 (2022年2月10日). 2024年7月2日閲覧。
2. ↑  “chuouku_menseki.xlsx”.   浜松市 (2024年3月12日). 2024年7月28日閲覧。
3. ↑  “静岡県 浜松市中央区 飯田町の郵便番号 - 日本郵便”.   日本郵便. 2025年2月15日閲覧。
4. ↑  “市外局番の一覧”.   総務省 (2022年3月1日). 2024年7月28日閲覧。
5. ↑  “事業所案内及び管轄地域（事務所3件、分室3件）”.   一般社団法人静岡県自動車会議所. 2024年7月28日閲覧。
6. ↑  “住居表示実施状況／浜松市”.   浜松市 (2024年1月4日). 2024年7月28日閲覧。
7. ↑  “学校名から探す／浜松市”.   浜松市 (2024年1月1日). 2024年7月28日閲覧。
8. ↑  “historyofcities.pdf”.   静岡県総務部合併推進室・財団法人静岡県市町村振興協会. 2024年9月20日閲覧。
9. ↑  “解説ページ”.   株式会社エア. 2024年10月4日閲覧。
10. ↑  “鶴見交番｜静岡県警察”.   静岡県警察 (2024年1月1日). 2024年7月28日閲覧。
11. ↑  “消防署の町別管轄「い」／浜松市”.   浜松市 (2020年3月25日). 2024年7月28日閲覧。